# Wesley Iwundu
Wesley Deshawn Iwundu (Houston, 20 dicembre 1994) è un cestista statunitense.

## Carriera
È stato selezionato dagli Orlando Magic al secondo giro del Draft NBA 2017 (33ª scelta assoluta).